# Haseena Atom Bomb
Haseena Atom Bomb é um filme cult do cinema paquistanês, lançado em 1990 e dirigido por Saeed Ali Khan. Foi filmado, originalmente, em pachto, com um orçamento baixo, mas, depois, foi dublado em urdu, língua oficial do Paquistão, tornando-se um sucesso.